# Powstanie bożonarodzeniowe
Powstanie bożonarodzeniowe (serb. Божићна побуна) – czarnogórskie powstanie skierowane przeciwko unifikacji Królestwa Czarnogóry z Królestwem Serbii, do którego doszło w styczniu 1919.

## Historia

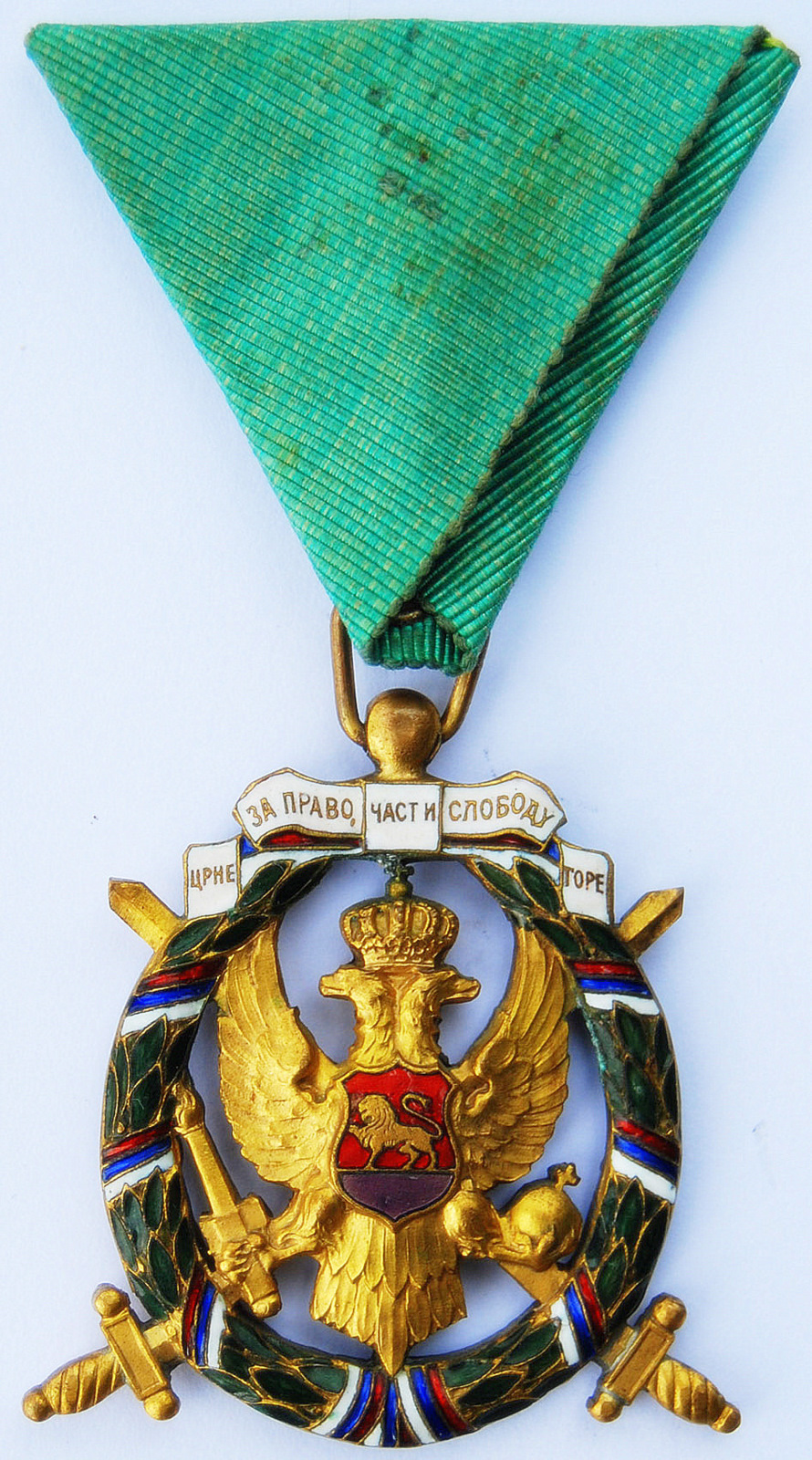
Odznaczenie ustanowione dla uczestników powstania przez rząd Czarnogóry na uchodźstwie

Powstanie zwolenników czarnogórskiej niepodległości (tzw. Zelenaši – zielonych) wywołała decyzja Wielkiego Zgromadzenia Narodowego Czarnogóry (obradującego w Podgoricy), które przegłosowało unifikację Królestwa Czarnogóry z Królestwem Serbii. Zdecydowała większość parlamentarzystów, zwolenników unii (tzw. Bjelaši – białych). Przeciwnicy unii, na czele z Krsto Zrnovem Popoviciem wywołali powstanie, a powołany ad hoc komitet wydał deklarację, w której uznał za niekonstytucyjne decyzje podjęte w Podgoricy. Przywódcą politycznym powstania był dyplomata Jovan Plamenac. W dniu prawosławnego Bożego Narodzenia, 6 stycznia, główne siły powstańcze zostały rozbite na przedmieściach Cetynii przez jednostki armii serbskiej. Do walk doszło także w rejonie Nikšicia i wokół Rijeka Crnojevicia. Około 200–300 uczestników powstania ujęto i osadzono w więzieniu w Zenicy.
Część powstańców, która nie trafiła do niewoli uciekła do Włoch, tworząc tam armię Czarnogóry na wygnaniu. Niedobitki powstańców (oddział Savo Raspopovicia) kontynuowały opór aż do roku 1929.

## Pamięć o powstaniu
W maju 2009 roku, w 90. rocznicę powstania, premier niepodległej Czarnogóry Milo Đukanović odsłonił obelisk w Bajicach poświęcony pamięci tych, którzy zginęli w czasie powstania